# 尼日尔历史
尼日尔是西非一内陆国家。尼日尔的大部分国土处于撒哈拉沙漠地区。
公元前5世纪，尼日尔成为连接西非帝国和地中海的跨撒哈拉贸易路线中的一部分。公元3世纪，随着骆驼的引入，跨撒哈拉的接触和贸易更为频繁。该地区见证了一众帝国的兴衰，包括15世纪和16世纪控制尼日尔部分地区的桑海帝国。
法国于19世纪末开始殖民统治，尼日尔于1922年成为法国殖民地。第二次世界大战后的改革使得尼日尔获得有限自治。1960年8月3日尼日尔宣布独立，哈马尼·迪奥里出任首任总统。

## 史前尼日尔
有证据显示，在今6万年前，人类已经居住在处于尼日尔北部现今为撒哈拉沙漠的地区。五千年前，尼日尔北部为肥沃的草原。直到两千年前，大部分尼日尔地区变为沙漠。

## 古代历史
在公元前5世纪，迦太基和埃及成为西非的黄金、象牙和奴隶的需求终端。并且从事盐、布、珠子和金属货物贸易。在这些贸易活动下，尼日尔成为萨赫勒至地中海盆地之间的帝国的路线。
在罗马时代，贸易活动继续。

## 帝国时期
尼日尔曾经是一个重要的贸易路口。15世纪，桑海帝国扩张到今尼日尔地区，之后，马里帝国也占据这一地区。自13世纪以来，游牧的图阿雷格人建立强大的联盟。在18世纪，富拉牧民迁徙至利普塔科西部地区，而较小扎尔马王国，与各种豪萨城邦同盟，与从南部索科托的富拉尼帝国发生冲突。殖民时代前最后的一个大帝国是终结于1893年的博尔努帝国。

## 殖民化
19世纪，英国和德国探险家相继进入尼日尔地区。20世纪前后，法国开始逐步佔领尼日尔並設立軍管地，沙漠的图阿雷格人于1922年最后屈服，1940年代列入法属西非。
尼日尔的殖民历史与发展与法属西非类似。法国是通过位于塞内加尔达喀尔的总督府来对法属西非进行行政管理。1946年，法国宪法给予殖民地的部分权力下放。

## 迈向独立
1956年7月23日，一个对于海外领地进行修改的法案提出，并于1957年初由法国议会通过实施。自1958年的法兰西第五共和国开始，法属西非和法属赤道非洲的殖民地给予拥有在法兰西共同体的席位。12月16日，由尼日尔进步党领导的法兰西联合非洲赢得选举胜利，获得60席中的54席。 18日，尼日尔选择建立一个在法兰西共同体中的共和国。这一天被定为共和国日。1958年，迪奥里成为临时政府总统，并于1959年成为总理。

## 独立
1960年7月11日，法国给予尼日尔完全独立。 1960年8月3日尼日尔宣布獨立，哈馬尼·迪奧里成為首任總統。
1974年4月，武裝部隊參謀長賽義尼·孔切發動政變奪權。孔切一直掌權至1987年11月去世，由阿里·賽義布繼任。
1993年3月，馬哈曼·奥斯曼在該國首次民主總統選舉中勝出，不過他的政府在1996年1月被軍人發動政變推翻。坦賈·馬馬杜在1999年11月當選總統，2004年12月成功連任，後於2010年2月18日被軍隊發動政變推翻。随后穆罕默杜·优素福在2011年总统选举中当选新一任总统。
未遂政变发生在3月30日晚上至31日，2021年穆罕默德·巴宗姆，当选总统就职的前几天。
2021年4月2日，穆罕默德·巴祖姆（Mohamed Bazoum）宣誓就职并就职。
2023年7月26日，巴祖姆政权在军事政变中被总统卫队推翻。西非國家經濟共同體起初要脅若政變領導人未在8月6日前安頓政府，將動用武力恢復巴祖姆政權。最後武力衝突並未發生，但西共體向尼日實施了電力制裁，削減電力主要供應國奈及利亞向尼日的電力出口。
2023年11月，由軍政府領導的马里、尼日與布吉納法索為求共同防禦組成了薩赫勒國家聯盟。2024年2月24日西共體對尼日的制裁撤銷，奈及利亞同意繼續向尼日出口電力。
2025年4月，尼日歷史上首次將法语降為工作語言，並將豪萨语定為官方語言。